# Los Angeles Clippers 2007-2008
La stagione 2007-08 dei Los Angeles Clippers fu la 38ª nella NBA per la franchigia.
I Los Angeles Clippers arrivarono quinti nella Pacific Division della Western Conference con un record di 23-59, non qualificandosi per i play-off.

## Roster
| N° | Naz.                   | Ruolo | Sportivo        | Anno | Alt. | Peso |
| -- | ---------------------- | ----- | --------------- | ---- | ---- | ---- |
| 1  | Stati Uniti (bandiera) | G     | Andre Barrett   | 1982 | 178  | 78   |
| 1  | Porto Rico (bandiera)  | G     | Guillermo Díaz  | 1982 | 188  | 87   |
| 1  | Stati Uniti (bandiera) | G     | Smush Parker    | 1981 | 193  | 86   |
| 2  | Stati Uniti (bandiera) | A     | Tim Thomas      | 1977 | 208  | 104  |
| 3  | Stati Uniti (bandiera) | G     | Marcus Williams | 1986 | 201  | 93   |
| 5  | Stati Uniti (bandiera) | G     | Cuttino Mobley  | 1975 | 193  | 86   |
| 10 | Stati Uniti (bandiera) | G     | Dan Dickau      | 1978 | 183  | 86   |
| 12 | Stati Uniti (bandiera) | A     | Al Thornton     | 1983 | 203  | 100  |
| 13 | Stati Uniti (bandiera) | G     | Quinton Ross    | 1981 | 198  | 88   |
| 19 | Stati Uniti (bandiera) | G     | Sam Cassell     | 1969 | 191  | 84   |
| 20 | Stati Uniti (bandiera) | A     | Nick Fazekas    | 1985 | 211  | 107  |
| 21 | Stati Uniti (bandiera) | A     | Josh Powell     | 1983 | 206  | 102  |
| 22 | Stati Uniti (bandiera) | G     | Brevin Knight   | 1975 | 178  | 78   |
| 23 | Stati Uniti (bandiera) | A     | Ruben Patterson | 1975 | 196  | 102  |
| 24 | Stati Uniti (bandiera) | G     | Richie Frahm    | 1977 | 196  | 95   |
| 34 | Stati Uniti (bandiera) | AC    | Aaron Williams  | 1971 | 206  | 100  |
| 35 | Stati Uniti (bandiera) | C     | Chris Kaman     | 1982 | 213  | 122  |
| 40 | Stati Uniti (bandiera) | C     | Paul Davis      | 1984 | 211  | 122  |
| 42 | Stati Uniti (bandiera) | A     | Elton Brand     | 1979 | 203  | 125  |
| 50 | Stati Uniti (bandiera) | A     | Corey Maggette  | 1979 | 198  | 99   |

## Staff tecnico
- Allenatore: Mike Dunleavy
- Vice-allenatori: Jim Eyen, Kim Hughes, Rory White, Neal Meyer
- Preparatore atletico: Jasen Powell